# Pupulina brevicauda
Pupulina brevicauda är en kräftdjursart som beskrevs av M. S. Wilson 1952. Pupulina brevicauda ingår i släktet Pupulina och familjen Caligidae. Inga underarter finns listade i Catalogue of Life.